# Progreso (distrito)
O Distrito peruano de Progreso é um dos catorze distritos que formam a Província de Grau, situada no Apurímac, pertencente a Região Apurímac, Peru.

## Transporte
O distrito de Progreso é servido pela seguinte rodovia:
- AP-112, que liga a cidade de Curahuasi ao distrito
- PE-3SF, que liga o distrito de Anta (Região de Cusco) à cidade de Abancay (Região de Apurímac) [2][3][4]